# Главное управление по контролю за оборотом наркотиков МВД России

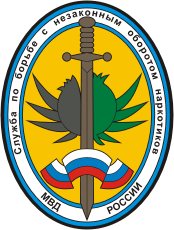
Эмблема Службы по борьбе с незаконным оборотом наркотиков МВД России, 1992—2002 гг.

Главное управление по контролю за оборотом наркотиков Министерства внутренних дел Российской Федерации (ГУНК МВД России) — подразделение в структуре Министерства внутренних дел Российской Федерации, занимающееся исполнением федерального законодательства о наркотиках, являющееся самостоятельным структурным оперативным подразделением центрального аппарата Министерства внутренних дел РФ.
Подчиняется Главное управление непосредственно главе Министерства — министру внутренних дел, который назначает начальника Управления. В полномочия Управления входит не только контроль оборота наркотиков внутри страны, но и пресечение производства этих веществ в иностранных государствах, а также антинаркотическая пропаганда и противодействие антипрогибиционистским движениям.
Функции и полномочий являются выработка и реализация государственной политики, нормативно-правового регулирования, правоприменительных функций по федеральному государственному контролю и надзору в сфере контроля за оборотом наркотических средств, психотропных веществ и их прекурсоров.

## Задачи
Управление по контролю за оборотом наркотиков МВД России является оперативным подразделением полиции, входящим в структуру МВД, осуществляющим в пределах своей компетенции:
1. выявление, предупреждение, пресечение и раскрытие преступлений, связанных с незаконным оборотом наркотических средств, психотропных веществ и их прекурсоров, сильнодействующих веществ, новых потенциально опасных психоактивных веществ,
2. контроль за оборотом наркотических средств, психотропных веществ и их прекурсоров и осуществление мер по противодействию их незаконному обороту,
3. взаимодействие в установленном порядке с территориальными органами федеральных органов исполнительной власти, органами исполнительной власти, органами местного самоуправления в сфере контроля за оборотом наркотических средств, психотропных веществ и их прекурсоров, а также в области противодействия их незаконному обороту.

## История

### Российская Империя
Специализированных ведомств или отделов полиции по борьбе с распространением наркотиков на территории Российской Империи не существовало, но реализацию этих функций осуществляли Департамент Полиции и Медицинский Департамент МВД Российской империи.

### Советский Союз
На протяжении длительного времени не существовало специализированного отдела по борьбе с незаконным оборотом наркотиков и в Советском союзе. Недостаточное осознание серьёзности проблемы, и, частично, идеологические установки на «невозможность появления наркомании в советском обществе» привели к тому, что подобный отдел проявился лишь в 1970 году, хотя правоохранительные органы занимались этой проблемой с самого начала становления СССР.
7 июля 1973 года создается самостоятельный Отдел по борьбе с наркоманией Управления уголовного розыска МВД СССР.
В 1989 году Отдел по борьбе с наркотиками реорганизуется в 3-е Управление по борьбе с незаконным оборотом наркотиков и преступлений, связанных с иностранными гражданами ГУУР МВД СССР. Два из трех отделов 3-го Управления специализируются на проблеме наркотиков. В 1990 году за счет штатной численности ГУУР и ГУБХСС МВД СССР создается Управление по борьбе с распространением наркомании ГУУР МВД СССР. В его структуре, помимо двух центральных, формируются ещё семь межрегиональных отделов по борьбе с наркобизнесом, подчиненные непосредственно МВД СССР. После неоднократных переименований и организационных изменений в системе и структуре Управления приказом МВД СССР от 28 ноября 1991 года это специальное подразделение милиции выводится из-под юрисдикции ГУУР МВД СССР. Вместо прежнего Управления образуется Бюро по контролю за незаконным оборотом наркотиков МВД СССР, которое становится самостоятельной отраслевой службой криминальной милиции.

### Российская Федерация
В начале 1992 года Бюро по контролю за незаконным оборотом наркотиков МВД СССР сливается с Первым Отделом Управления по борьбе с наркоманией и преступлениями против иностранных граждан УУР МВД РСФСР, занимавшимся проблемой наркотиков в пределах России. На базе этих двух организационных структур образуется Управление по незаконному обороту наркотиков МВД России (УНОН). За годы существования УБНОН являлось основным органом, противодействующим распространению наркотиков в России и уголовным преследованием лиц, продающих наркотики и втягивающих в наркоманию новых жертв — проще говоря, наркомафии. УБНОН провело множество успешных операций. Были задержаны и привлечены к уголовной ответственности тысячи наркоторговцев. УБНОН проработал 12 лет. За этот срок многое изменилось и в борьбе с наркобизнесом, и в российских реалиях. К осени 2002 года назрела необходимость реформ. Нужна была новая структура, с более широкими полномочиями, способная более эффективно противодействовать усилению наркотической опасности, в том числе и в информационной сфере. В ноябре 2002 года был создан Государственный комитет по противодействию незаконному обороту наркотических средств и психотропных веществ при МВД России (Госнарконтроль). Но уже через полгода стало ясно, что важность проблемы требует создания самостоятельного ведомства.
Указом Президента России В. В. Путина с 1 июля 2003 года был создан Государственный комитет Российской Федерации по контролю за оборотом наркотических средств и психотропных веществ. Госнаркоконтроль России занимался управлением во всех областях, так или иначе связанных с наркотиками, с их законным или незаконным оборотом.
9 марта 2004 года, Президентом России подписан Указ № 314 «О системе и структуре федеральных органов исполнительной власти» в соответствии с которым Госнаркоконтроль России переименован в Федеральную службу Российской Федерации по контролю за оборотом наркотиков (ФСКН России).
5 апреля 2016 года Президент России подписал Указ № 156 об упразднении Федеральной службы Российской Федерации по контролю за оборотом наркотиков и передаче её функций в МВД России. С апреля 2016 года функции ФСКН России выполняет Главное управление по контролю за оборотом наркотиков Министерства внутренних дел Российской Федерации. 13 апреля 2016 года начальником ГУ назначен генерал-лейтенант полиции Храпов Андрей Иванович.

## Руководство

### Начальник
- генерал-лейтенант полиции Андрей Храпов (5 апреля 2016 — 16 июля 2021)
- генерал-майор полиции Кирилл Смуров (и. о., 16 июля 2021 — 31 января 2022)
- генерал-майор полиции Иван Горбунов (с 31 января 2022 года)